# Чевернур (Ронгинське сільське поселення)
Чеверну́р (рос. Чевернур, марій. Чевернур) — присілок у складі Совєтського району Марій Ел, Росія. Входить до складу Ронгинського сільського поселення.

## Населення
Населення — 17 осіб (2010; 26 у 2002).
Національний склад (станом на 2002 рік):
- марі — 96 %